# マツダ・SKYACTIV-X

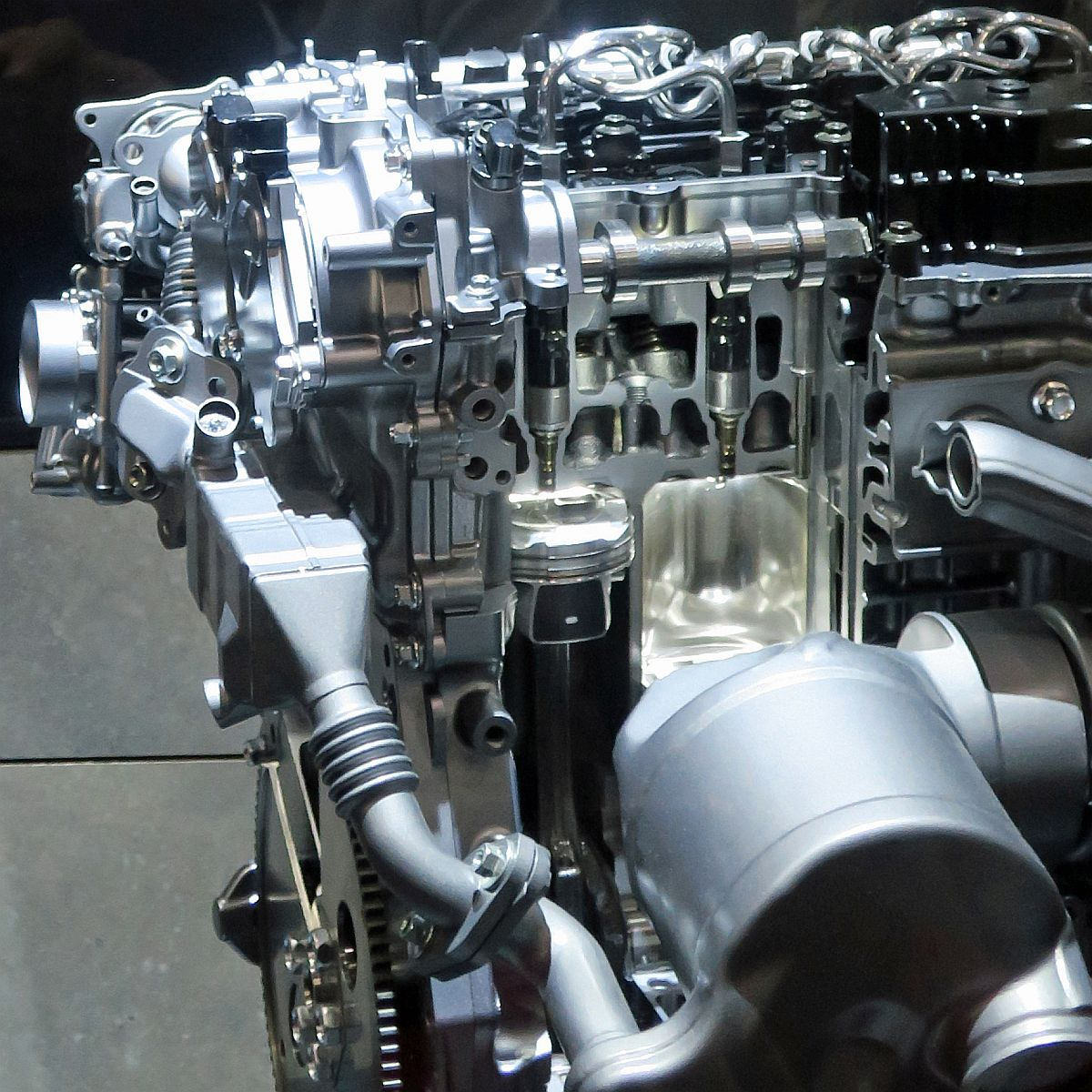
SKYACTIV-Xのカットモデル（東京モーターショー2019出展）

マツダ・SKYACTIV-X（マツダ・スカイアクティブ エックス）は、マツダが開発および製造するガソリンエンジンの名称である。SKYACTIV TECHNOLOGYのひとつ。

## 概要
マツダSKYACTIV TECHNOLOGYを採用したエンジンとして、SKYACTIV-GとSKYACTIV-Dに続く第3弾となる。燃料にガソリンを用いてディーゼルエンジンに近い予混合圧縮着火（HCCI）を実現し、熱効率を向上する目的で開発された。最大16.3という高い圧縮比で希薄燃焼を行い、比熱比の向上・冷却損失の低減・ポンプ損失の低減により効率を向上する。ガソリンは軽油に比べて着火点が高く、高負荷や高回転では原理的にHCCIは困難であることが実用化を妨げていた。SKYACTIV-Xでは、高負荷時には従来のガソリンエンジン同様の火花プラグによる着火を行い、軽負荷時には火花プラグ近傍に生成した膨張火炎球によって周囲の希薄な混合気を圧縮着火することで、従来HCCI運転できなかった領域を補完する火花点火制御圧縮着火（SPCCI）を開発した。
燃費性能としてはSKYACTIV-G比で平均10%改善、低車速の超希薄燃焼（スーパーリーンバーン）領域では20%以上改善し、この領域ではディーゼルエンジンのSKYACTIV-D 1.8を上回る燃料消費率が得られる。車両全体ではマイルドハイブリッドシステムの効果を合わせてNEDCモードで約30%の改善となる。また排出ガス性能についてはスワールコントロールバルブ（SCV、横渦制御バルブ）と多段燃料噴射により、希薄燃焼で生じる窒素酸化物(NOx)の濃度を規制値以下に制御するため、尿素SCR触媒やNOx吸蔵還元触媒は不要である。三元触媒とガソリンパーティキュレートフィルタ（GPF）が装備される。
2017年の発表時に2019年の実用化が予告され、2018年のロサンゼルスオートショーにて2019年から北米で順次発売する予定の新型MAZDA3に搭載されることが発表された。日本では当初の予定から約2カ月遅れて2019年12月5日に発売された。
なお、当初発表時のSKYACTIV-Xには、「高応答エアサプライ」と呼ばれる機械式吸気装置と、発電機（オルタネーター）を強化してエンジンの補助モーターとしたマイルドハイブリッドシステムが同時に採用されている。

### 高応答エアサプライ
高応答エアサプライは高圧な空気を短時間にシリンダー内へ送り込むために搭載されており、クランクシャフトからベルト駆動するため、原理的にはルーツ式スーパーチャージャーと同じである。ただし、一般的にスポーツカーなどに搭載されたスーパーチャージャーがエンジンの低回転域でトルクを増やす目的で用いられるのとは異なり、シリンダー内の理想的な燃焼のために空気の量をコントロールすることを目的として搭載されており、CX-30開発を統括するマツダ商品本部・主査の佐賀尚人は「今は（過給機として使わず）送風機として使っている」と述べている。
全負荷域でSCVを閉じれば強いスワール（シリンダー中心軸まわりの横渦）が発生する一方、充填効率が下がってトルクが出ない。そこで「高応答エアサプライ」により最大200 kPaレベル（大気圧の2倍）の圧力をかけつつ、排気再循環（EGR）を大量導入する（最大EGR率は内部と外部を合わせて約35％）ことで反応速度を落とし、ノッキング抑制効果を高めているという。

### マイルドハイブリッド
SKYACTIV-Xでは、エンジンの低回転域での補助を行うことを目的としてマイルドハイブリッドを採用している。SKYACTIV-Xに採用されたマイルドハイブリッドシステムは、動力伝達系（エンジンと変速機）の外側に発進モーター兼オルタネーター（ISG）を置く「P0ハイブリッド」と呼ばれるタイプで、イグニッションと通常燃焼とSPCCIの切り替え時など、必要に応じてオルタネーターがクランキングを補助するシステムとなっている。

## バリエーション

### SKYACTIV-X 2.0
| 型式           | HF-VPH |
| -------------- | --- |
| シリンダー配置 | 水冷直列4気筒DOHC16バルブ |
| 排気量         | 1,997 cc |
| ボア           | 83.5 mm |
| ストローク     | 91.2 mm |
| 圧縮比         | 15.0（日本仕様）16.3（欧州仕様） |
| 主要燃費向上策 | - ハイブリッドシステム - アイドリングストップ機構 - DI（筒内直接噴射） - 希薄燃焼（リーンバーン） - 可変バルブタイミング - 充電制御 - ロックアップ機構付トルクコンバーター（AT車） - 電動パワーステアリング |

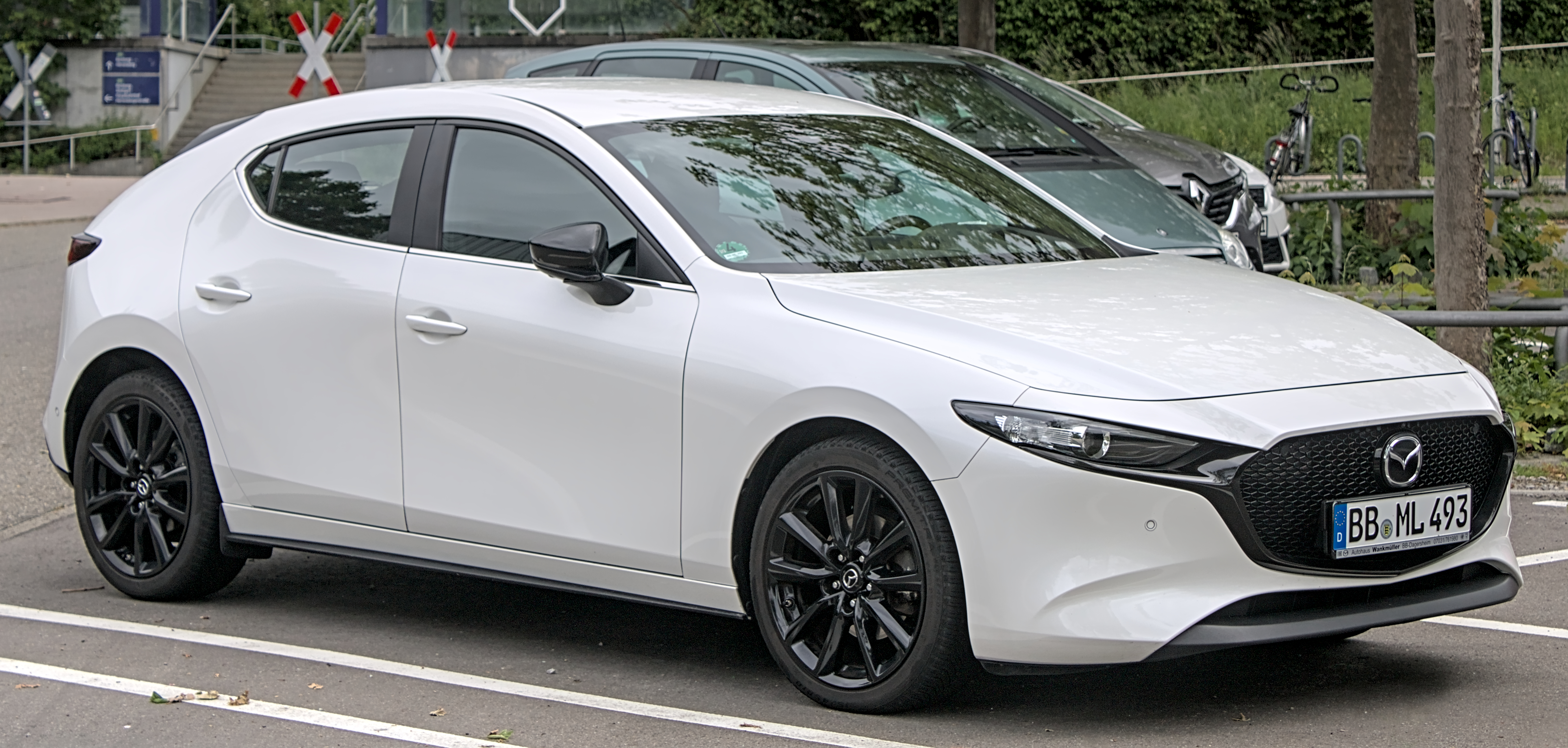
SKYACTIV-Xを搭載しているMAZDA3

| 最高出力       | 132 kW（180 PS）/6,000 rpm 140 kW（190 PS）/6,000 rpm（SPIRIT1.1） |
| 最高トルク     | 224 N·m（22.8 kgf·m）/3,000 rpm 240 N·m（24.5 kgf·m）/4,500 rpm（SPIRIT1.1） |

搭載車種
・MAZDA3
・CX-30

## 評価

### 燃費
熱効率はSKYACTIV-G2.0比で最大20％向上となり、ディーゼルエンジンのSKYACTIV-D1.8を部分的に上回る効率を得られる。欧州向けSKYACTIV-G2.0（5.1 L/100 km）とSKYACTIV-X2.0モデル（4.5 L/100 km）を比較すると、WLTPモード燃費は10％向上となる。AUTOCARの長期テストでは実燃費15.2km/Lを記録している。日本国内仕様はハイオクガソリンとレギュラーガソリン両方に対応させるべく圧縮比を15.0に下げている。圧縮比の違いによる熱効率の差は公表されていない。

### 価格
日本国内仕様ではSKYACTIV-G2.0搭載車と比較して約68万円高、SKYACTIV-D1.8搭載車と比較して約40万高となる価格差があり、SKYACTIV-X搭載車の販売台数は各モデルの5-6%に留まっている。燃焼制御のための高応答エアサプライとマイルドハイブリッド、レーシングエンジン並みの燃焼室容積管理が施されているため生産コストが嵩んでいるとの指摘がある。欧州市場ではCO2ペナルティ対策のため、SKYACTIV-Gとの差額が1,600ユーロ（日本円で約19万円）程度に縮まる。このためSKYACTIV-Xモデルが販売台数の40-50%を占め、オランダではほぼ100%選ばれている。マツダの佐賀主査は日欧での販売比率の違いについて、欧州では燃費規制の違いも含めてSKYACTIV-Xの評価が高い一方で、日本ではSKYACTIV-Xの技術的な部分や運転時の加速感などの感覚が金額に換算しづらく、一般の顧客にわかりづらい点がSKYACTIV-Xが苦戦している理由ではないかとしている。

### 出力・官能評価
2 Lの排気量で2.3 L自然吸気ガソリンエンジン並みのトルクを発揮し、エンジン出力は日本仕様で14％向上している。SKYACTIV-D1.8搭載のCX-30と比較すると、ゼロスタート加速の力感はSKYACTIV-X搭載のMAZDA3が上回る一方で、80-100 km/hの中間加速はSKYACTIV-Dに及ばないとの意見がある。
AUTOCAR長期テストでは、5,000 rpmを超える高回転域でSKYACTIV-Gに比べて余力を発揮する一方で、常用回転域である2,000-4,000 rpmではディーゼルエンジンのような燃焼音を発する。ディーゼルエンジンよりはトルク感が薄く、低回転域から中回転域にかけては競合するガソリンターボエンジンの方が力強さがあると評している。

### 欧州規制
SKYACTIV-Xの開発理由として、欧州委員会による欧州市場での二酸化炭素（CO2）排出量規制と、それに付随する燃費規制の導入が挙げられる。2021年からの燃費規制値はNEDCモード95 g/km（WLTCモード以前の計測法）をメーカー全体で達成する必要がある。SKYACTIV-XのNEDCモード燃費は約30%向上となる。

## 今後の予定
SKYACTIV-Xはまだ完成形でなく、改良の余地があると言及されており、マツダの佐賀主査も「これが最終系ではなく、やっと生んだエンジンなので、これから改良を進める」と述べている。改良の方向性として、マツダの佐賀主査は「マツダのスタンダードエンジンにしていく」考え方と、「（高応答エアサプライをスーパーチャージャーとして活用するなどして）ハイパフォーマンスな方向に改良させる」考え方があると述べている。
開発スケジュールでは、後継エンジンは2025年頃を目途に既に開発が進められている。次期エンジンは、エンジン内の断熱性を高め、2021年に投入予定の新型ディーゼルエンジンを上回る燃費を狙う。